# 11352 Koldewey
11352 Koldewey è un asteroide della fascia principale. Scoperto nel 1997, presenta un'orbita caratterizzata da un semiasse maggiore pari a 3,1742432 UA e da un'eccentricità di 0,1662702, inclinata di 2,33226° rispetto all'eclittica.
L'asteroide è dedicato all'astronomo tedesco Eberhard Koldewey.